# Thrypticomyia basitarsatra
Thrypticomyia basitarsatra là một loài ruồi trong họ Limoniidae. Chúng phân bố ở miền Australasia.